# Digimon
Digimon (Nhật: デジモン Hepburn: Dejimon), tên gọi đầy đủ là Digital Monster (Nhật: デジタルモンスター Hepburn: Dejitaru Monsutā, n.đ. 'Quái vật kĩ thuật số') là một thương hiệu truyền thông của Nhật Bản bao gồm đồ chơi nuôi thú ảo, anime, manga, trò chơi điện tử, phim và bộ sưu tập thẻ trò chơi. Tên gọi này thường chỉ đến các sinh vật được gọi là Digimon, đó là những con thú hay quái vật đang sinh sống tại một thế giới song song được hình thành từ những mạng truyền thông của Trái Đất được gọi là Thế giới Kĩ thuật số. Trong những lần xuất hiện, các Digimon được sinh trưởng bởi con người gọi là "Người được (tuyển) chọn" hay "Tamers" và họ thường phối hợp với nhau và lập thành đội để chống lại các Digimon xấu xa và nhân vật phản diện loài người đang cố phá hủy mọi cấu trúc của thế giới số.
Digimon được đưa ra ý tưởng ban đầu bởi WiZ vào năm 1996 và được Bandai phát hành lần đầu năm 1997 dưới dạng một chuỗi thú ảo, có nét giống và chịu ảnh hưởng về phong cách của Tamagotchi hoặc đồ chơi Giga Pet nano. Các sinh vật này khi được thiết kế lần đầu tiên trông rất dễ thương và mang tính biểu tượng ngay trên màn hình nhỏ của thiết bị; về sau khi được phát triển, chúng được tạo ra với một kiểu dáng khác do chịu ảnh hưởng của truyện tranh Mỹ. Digimon đã bước đến đỉnh cao với sự ra mắt của series anime đầu tiên là Digimon Adventure và trò chơi điện tử đầu tiên là Digimon World cùng được phát hành vào năm 1999. Một số mùa anime và phim đựa theo đó đã được phát sóng và hàng loạt trò chơi điện tử đã được mở rộng sang nhiều thể loại khác như nhập vai, đua xe, đối kháng và MMORPG. Nhiều định dạng phương tiện khác cũng được phát hành.

## Khái niệm và sáng tạo
Digimon được hình thành như một món đồ chơi nuôi thú ảo được chạy trên vi mạch của Tamagotchi, như vậy, chúng đã chịu ảnh hưởng từ đó một hình dáng tròn mà dễ thương. Từ màn hình kích thước nhỏ (16x16 pixels) đồng nghĩa việc thiết kế nhân vật đã tạo ra những con thú có thể nhận biết một cách dễ dàng. Như vậy, trong số những Digimon đầu tiên, bao gồm cả Tyranomon là Digimon đầu tiên được sáng tạo dựa trên một loài khủng long. Nhiều kiểu dáng và hình dáng khác nhau được tạo bởi Watanabe Kenji, người đã đưa các sinh vật "X-Antibody" vào trong bộ sưu tập thẻ trò chơi Digimon. Watanabe là một trong những người đã chịu ảnh hưởng của truyện tranh Mỹ khi nó bắt đầu trở nên phổ biến ở Nhật Bản, và điều này đã tạo hình cho các nhân vật của mình trong mạnh mẽ và "ngầu" hơn. Tuy nhiên, trong phần lớn lịch sử của thương hiệu, việc hợp tác dựa trên suy nghĩ và trao đổi đã tạo nên quá trình sáng tạo nhân vật.

## Sinh vật cùng tên
Các Digimon đều được nở ra từ những quả trứng gọi là Trứng Digi (デジタマ Dejitama). Trong phiên bản tiếng Anh, thuật ngữ "Digi-Eggs" ngoài chỉ những quả trứng Digi thông thường, còn có thể chỉ đến những quả trứng đặc biệt hỗ trợ việc tiến hóa của Digimon. Theo nguyên bản tiếng Nhật, quả trứng đặc biệt đó được gọi là Digimental (デジメンタル Dejimentaru) (Đây là loại trứng Digi đặc trưng cho mùa 2 chỉ dành cho một số nhân vật trong suốt series phim này). Khi đạt đến mức năng lượng cần thiết, chúng sẽ trải qua một quá trình để thay đổi diện mạo cũng như gia tăng sức mạnh của bản thân ở cấp mới gọi là Tiến hóa (進化 Shinka). Việc tiến hóa tuy hiệu quả nhưng đối với các Digimon đồng hành với con người trong anime thì đó là một quá trình tạm thời, như vậy, các Digimon này dù đã tiến hóa lên cấp cao hơn nhưng chúng sẽ dành phần lớn thời gian ở trạng thái tiền tiến hóa sau khi chiến đấu hoặc không đủ năng lượng để duy trì trạng thái hậu tiến hóa. Đa số các Digimon đều có thể giao tiếp và suy nghĩ như con người, cho dù một trong số chúng hành động còn hoang dã. Chúng có thể tiến hóa thông qua Digivice từ con người đồng hành của chúng đang sở hữu thiết bị này. Trong một số trường hợp, ví dụ như trong mùa đầu tiên, những người được (tuyển) chọn (chủ yếu là trẻ con) còn tìm thấy những công cụ hỗ trợ đặc biệt như Huy hiệu và hộp đựng có thể giúp Digimon của mình tiến hóa lên cấp cao hơn của quá trình tiến hóa được biết đến là thể Hoàn hảo và Cùng cực trong bản lồng tiếng.
Anime Digimon Adventure đã giới thiệu vòng đời của Digimon: Chúng sinh trưởng như các sinh vật thông thường nhưng không thể chết trong những trường hợp bình thường vì chúng có kết cấu tạo nên từ dữ liệu và có thể được nhìn thấy với mọi series nào. Bất kì Digimon nào khi bị một đòn sát thương tác động dẫn đến tử vong sẽ tách ra thành nhiều vi mảnh dữ liệu. Các dữ liệu này sau đó được kết lại thành trứng Digi, trứng sẽ nở ra sau khi chịu những lực ma sát nhẹ và Digimon sẽ bắt đầu một vòng đời mới sau khi nở ra. Digimon được đầu thai theo cách này đôi khi sẽ giữ lại một phần hay đa số những ký ức từ "kiếp trước" của chúng. Tuy nhiên, Digimon sẽ chết thật sự nếu dữ liệu của chúng bị phá hủy hoàn toàn.

## Đồ chơi nuôi thú ảo
Digimon ban đầu ra mắt những thú nuôi ảo dưới tên gọi là "Digital Monsters" (Quái vật kĩ thuật số) có những nét tương đồng về phong cách và ý tưởng so với Tamagotchi. WiZ đã lập ra dự án từ năm 1996 và được Bandai phát hành vào ngày 26 tháng 6 năm 1997. Đồ chơi ban đầu được quan niệm đơn giản như là một Tamagotchi mà chủ yếu dành cho các bé trai. The V-Pet cũng có những nét giống với những đồ chơi trước đó, có nhiều tình huống khó hơn và có khả năng chiến đấu với những Digimon v-pet khác. Mỗi chủ sở hữu sẽ bắt đầu với một Baby Digimon (Digimon em bé): phải đào tạo, phát triển, chăm sóc và khi có những trận chiến với các chủ sở hữu Digimon khác để thấy được sự mạnh hơn của nó. Thú nuôi Digimon cũng có những khả năng và tiềm năng tiến hóa khác nhau nên các chủ sở hữu có các Digimon khác nhau. Vào tháng 12, thế hệ thứ hai của Digital Monster được phát hành và tiếp đó là phiên bản thứ 3 vào năm 1998.

## Anime
Anime đầu tiên của Digimon được khởi chiếu ở Nhật Bản vào ngày 6 tháng 3 năm 1999. Lúc đầu Digimon Adventure là một tập phim điện ảnh nhưng về sau nó đã trở thành một series phim truyền hình dành cho thiếu nhi sau khi hoàn chỉnh kịch bản. Series anime cùng tên được phát sóng tập đầu tiên vào ngày 7 tháng 3 năm 1999.
Trải qua hơn năm series phim, đa số đều được đặt theo tựa đề riêng và lồng tiếng để đưa vào thị trường phương Tây vào mùa thu cùng năm. Cùng với đó là sự xuất hiện của bộ thẻ trò chơi, cùng với Hyper Colosseum tại Nhật Bản và Digi-Battle tại Hoa Kỳ, và nhiều trò chơi điện tử khác. Xê-ri phim hoạt hình được biết đến như là một phần của thế giới Digimon và nhờ vào đó nên nhanh chóng trở nên nổi tiếng.
"Digimon" là "Quái vật kĩ thuật số". Theo cốt truyện của series, chúng sống tại "Thế giới kĩ thuật số", một thế giới dựa trên mạng lưới thông tin truyền thông của Trái Đất. Câu chuyện kể về nhóm nhóm bạn nhỏ luôn đồng hành đặc biệt cùng với Digimon được sinh ra để cùng nhau bảo vệ thế giới số (kể cả thế giới loài người) trước mọi thế lực xấu xa. Để vượt qua mọi khó khăn về sức mạnh của thể trạng hiện tại, các Digimon phải có khả năng tiến hóa. Trong quá trình này Digimon được thay đổi về ngoại hình cũng như gia tăng sức mạnh để chiến đấu và luôn thường xuyên có sự thay đổi về tính cách. Sau từng series, những thiếu niên đã và đang tương tác với thế giới số đều được thay đổi phù hợp với cốt truyện.
Tính đến tháng 3 năm 2012, Series Digimon đã có 6 loạt anime bao gồm: Digimon Adventure, Digimon Adventure 02, Digimon Tamers, Digimon Frontier, Digimon Savers và Digimon Xros Wars. Trong đó, Hai series đầu tiên diễn ra cùng một thế giới ảo, còn bốn series tiếp theo thì sẽ có một thế giới ảo riêng cho từng series tương ứng. Mỗi series đều dựa theo nguyên tác nhưng cũng phải cho chúng một vài chi tiết để tăng thêm tính độc đáo cho phim. Riêng trong Tamers, hai series đầu tiên đều được thương mại hóa dưới dạng kinh doanh thẻ trò chơi ở Nhật Bản, thêm vào đó là "chương lồng chương" chỉ có trong bản tiếng Anh. Đồng thời Tamers còn có sự xuất hiện của một nhân vật đến từ series Adventure. Thêm vào đó, mỗi series đều cho phát hành thêm ít nhất một bộ phim điện ảnh. Digimon vẫn cho thấy sự nổi tiếng, như hàng loạt thẻ trò chơi mới, trò chơi điện tử, và các bộ phim vẫn đang được sản xuất và phát hành: các loạt bộ thẻ trò chơi mới bao gồm Eternal Courage, Hybrid Warriors, Generations, và Operation X; trò chơi điện tử như Digimon Rumble Arena 2; và những tập phim điện ảnh như Diaboromon Strikes Back, The Adventurers' Battle, The Runaway Digimon Express và Revival of the Ancient Digimon!!. Tại Nhật Bản, bộ phim điện ảnh Digital Monster X-Evolution được khởi chiếu vào ngày 3 tháng 1 năm 2005 và chiếu lại vào ngày 23 tháng 12 cùng năm tại sự kiện Jump Festa 2006. Series thứ năm của Digimon được phát sóng trở lại sau ba năm gián đoạn với tên gọi Digimon Savers. Loạt phim thứ sáu của Digimon là Digimon Xros Wars được phát sóng vào giữa năm 2010 và bắt đầu mùa thứ hai vào ngày 2 tháng 10 năm 2011 như là phần tiếp theo của series này.
Tháng 8 năm 2014, một thông báo sẽ có series Digimon mới sẽ được ra mắt vào năm 2015 nhân kỉ niệm 15 năm phát sóng Digimon Adventure. Series mới này sẽ dựa theo bối cảnh trong Digimon Adventure, lúc đó, sau 3 năm sự kiện trong Digimon Adventure 02, Taichi và những người bạn sẽ tái xuất trong một câu chuyện hoàn toàn mới.. Series dự kiến ra mắt với tên gọi Digimon Adventure tri. được chia làm sáu phần và phần đầu được khởi chiếu vào tháng 11 năm 2015.
Digimon được sản xuất bởi Toei Animation và Bandai, Nhật Bản. Series anime được phát sóng trên Đài truyền hình Fuji, ngoại trừ Digimon Xros Wars phát sóng trên TV Asahi và Digimon Universe Appli Monsters phát sóng trên TV Tokyo.
Ngày 21 tháng 1 năm 2020, Toei Animation thông báo tiến hành sản xuất một series Digimon Adventure: là bản làm lại của Digimon Adventure, được phát sóng vào ngày 5 tháng 4 cùng năm. Tuy nhiên, trước tình trạng khẩn cấp tại Nhật Bản do ảnh hưởng của đại dịch COVID-19, Digimon Adventure: bị tạm dừng phát sóng từ ngày 26 tháng 4 năm 2020  sau khi phát sóng được 3 tập và được phát sóng trở lại từ tập đầu tiên vào ngày 7 tháng 6 cùng năm.

### Tổng quan
| STT       | STT       | Tiêu đề                          | Số tập | Ngày phát sóng gốc  | Ngày phát sóng gốc  | Ngày phát sóng gốc        | Ngày phát sóng gốc                               | Network  |
| STT       | STT       | Tiêu đề                          | Số tập | Ngày bắt đầu        | Ngày kết thúc       | Ngày phát sóng trong tuần | Thời gian phát sóng Tính theo Giờ chuẩn Nhật Bản | Network  |
| --------- | --------- | -------------------------------- | ------ | ------------------- | ------------------- | ------------------------- | ------------------------------------------------ | -------- |
|           | 1         | Digimon Adventure                | 54     | 7 tháng 3 năm 1999  | 26 tháng 3 năm 2000 | Chủ Nhật                  | 9:00 - 9:30                                      | Fuji TV  |
|           | 2         | Digimon Adventure 02             | 50     | 2 tháng 4 năm 2000  | 25 tháng 3 năm 2001 | Chủ Nhật                  | 9:00 - 9:30                                      | Fuji TV  |
|           | 3         | Digimon Tamers                   | 51     | 1 tháng 4 năm 2001  | 31 tháng 3 năm 2002 | Chủ Nhật                  | 9:00 - 9:30                                      | Fuji TV  |
|           | 4         | Digimon Frontier                 | 50     | 7 tháng 4 năm 2002  | 30 tháng 3 năm 2003 | Chủ Nhật                  | 9:00 - 9:30                                      | Fuji TV  |
|           | 5         | Digimon Savers                   | 48     | 2 tháng 4 năm 2006  | 25 tháng 3 năm 2007 | Chủ Nhật                  | 9:00 - 9:30                                      | Fuji TV  |
|           | 6         | Digimon Xros Wars                | 79     | 6 tháng 7 năm 2010  | 25 tháng 3 năm 2012 | Thứ Ba                    | 19:27 - 19:54                                    | TV Asahi |
| Chủ Nhật  | 6         | Digimon Xros Wars                | 79     | 6 tháng 7 năm 2010  | 25 tháng 3 năm 2012 | 6:30 - 7:00               |                                                  | TV Asahi |
|           | 7         | Digimon Universe: Appli Monsters | 52     | 1 tháng 10 năm 2016 | 30 tháng 9 năm 2017 | Thứ Bảy                   | 7:00 - 7:30                                      | TV Tokyo |
|           | 8         | Digimon Adventure:               | 67     | 5 tháng 4 năm 2020  | 26 tháng 9 năm 2021 | Chủ Nhật                  | 9:00 - 9:30                                      | Fuji TV  |
|           | 9         | Digimon Ghost Game               | 67     | 3 tháng 10 năm 2021 | 26 tháng 3 năm 2023 | Chủ Nhật                  | 9:00 - 9:30                                      | Fuji TV  |
|           | 10        | Digimon Beatbreak                |        | 5 tháng 10 năm 2025 |                     | Chủ Nhật                  | 9:00 - 9:30                                      | Fuji TV  |
| Tổng cộng | Tổng cộng | Tổng cộng                        | 518    | 1999 - nay          | 1999 - nay          |                           |                                                  |          |

### Phát sóng quốc tế
Ngoài Nhật Bản phim còn được phát sóng nhiều quốc gia trên thế giới, bắt đầu từ châu Á như Hồng Kông, Đài Loan, Philippines, Singapore, Indonesia và Hàn Quốc. Tại Ấn Độ phim được sóng trên Cartoon Network TV Spacetoon Kids. Tại Philippines, phim được phát sóng trên kênh Cartoon Network và ABS-CBN Amazing Morning. Ở châu Đại Dương, phim được
phát sóng tại Úc trên kênh Network Ten và Go.
Ở Bắc Mỹ đặc biệt là Mỹ mùa phim đầu tiên được phát sóng vào ngày 14 trên kênh Fox. Từ những mùa sau, nội dung được Saban Entertainment cải biên cho phù hợp với khán giả Mỹ và được phát sóng trên nhiều kênh như Fox Kids, UPN, ABC Family, Jetix, Toon Disney/
Disney XD, Cartoon Network, Nicktoons và CW. Ở Canada, phiên bản Mỹ chỉnh sửa cuối được phát sóng trên YTV và Family Channel; ở tỉnh Quebec, hai mùa đầu tiên được phát sóng trên TQS và Teletoon.
Ở Nam Mỹ, phim được phát sóng trên kênh truyền hình toàn cầu Cartoon Network và giành được bản quyền phát sóng Digimon Xros Wars vào năm 2014. Ở Brazil, bộ phim được phát sóng trên RedeTV!, TV Globo, Disney XD, TV Kidsvà Fox Kids. Ở những quốc gia nói tiếng Tây Ban Nha, bộ phim được phát sóng trên các kênh truyền hình như Fox Kids ở Mexico, Televen ở Venezuela, Televicentro ở Honduras, Ecuavisa ở
Ecuador, và Caracol Televisión ở Colombia.
Ở châu Âu, công ty Bandai ra mắt mùa đầu tiên trên các kênh truyền hình của Anh, Tây Ban Nha và Bồ Đào Nha, trước khi cho ra mắt tại Pháp, Ý, Đức và các nước Bắc Âu.

## Phim
Hiện nay có tất cả chín bộ phim điện ảnh Digimon được công chiếu ở Nhật Bản. Trong đó có 8 bộ phim được kết nối trực tiếp với bộ anime liên quan. Tất cả các bộ phim, trừ X-Evolution và Ultimate Power! Activate Burst Mode!!, còn lại đều được phát hành và phân phối toàn cầu. Ba bộ phim đầu tiên của loạt phim điện ảnh Digimon được Fox Kids và 20th Century Fox phát hành tại Bắc Mỹ vào ngày 6 tháng 10 năm 2000 với tên gọi Digimon: The Movie
1. Digimon Adventure (Phần một trong Digimon: The Movie)
2. Digimon Adventure: Bokura no Wōgēmu! (Phần 2 trong Digimon: The Movie)
3. Digimon Adventure 02: Dejimon Harikēn jōriku!! — Chōzetsu shinka!! Kogane no Dejimentaru (Phần 3 trong Digimon: The Movie)
4. Digimon Adventure 02: Diaboromon no gyakushū
5. Digimon Tamers: Bōkenshatachi no tatakai
6. Digimon Tamers: Bōsō Dejimon tokkyū
7. Digimon Frontier: Kodai Dejimon fukkatsu
8. Digimon: Digital Moster X-evolution
9. Digimon Savers: Kyūkyoku pawā! Bāsutomōdo hatsudō!!
10. Digimon Adventure tri. được chia làm 6 phim điện ảnh nhỏ với 6 tựa đề lần lượt là: Saikai, Ketsui, Kokuhaku, Sōshitsu, Kyōsei và Bokura no Mirai.
11. Digimon Adventure: Last Evolution Kizuna

Bộ phim điện ảnh 3D Digimon Adventure 3D: Digimon Grand Prix! (デジモンアドベンチャー3Dデジモングランプリ! Dejimon Adobenchā: Dejimon Guran Puri!) được khởi chiếu vào ngày 20 tháng 7 năm 2000 tại Sanrio Puroland. Bộ phim này sau đó được công chiếu tại sự kiện "Tobidasu 3D! Toei Animation Festival" vào ngày 3 tháng 10 năm 2009 và phát hành DVD vào ngày 21 tháng 2 năm 2010.

## Manga
Digimon xuất hiện lần đầu dưới dạng manga "C'mon Digimon" phát hành vào mùa hè năm 1997. C'mon Digimon đã tạo tiền đề để Izawa Hiroshi sáng tàng bộ manga "Digimon Adventure V-Tamer 01" được lần lượt phát hành từ ngày 21 tháng 11 năm 1988.
1. C'mon Digimon
2. Digimon Adventure V-Tamer 01
3. Digimon Chronicle
4. D-Cyber
5. Digimon Next
6. Digimon Xros Wars
7. Digimon World Re:Digitize
8. Digimon World Re:Digitize Encode
9. Digimon Story: Cyber Sleuth

### Manhua của Dư Viễn Hoàng
Nhiều bộ manhua Trung Quốc đã được Dư Viễn Hoàng (余 遠鍠, Yu Yuen-wong) sáng tác dựa theo cốt truyện nguyên bản của một số mùa anime truyền hình Digimon. Trong đó, các mùa anime đã được chuyển thể bao gồm: 5 tập Digimon Adventure, 2 tập Digimon Adventure 02, 4 tập Digimon Tamers và 3 tập Digimon Frontier. Cốt truyện đều được tóm lược một cách nghiêm ngặt dù cho đôi khi có những tình tiết xảy ra không giống nguyên bản.
Tại Hồng Kông, nhà xuất bản Rightman Ltd. cho ra mắt phiên bản tiếng Quảng Đông của bộ truyện.
Đã có hai bản tiếng Anh được phát hành. Bản đầu tiên được phát hành ở Singapore bởi Chuang Yi. Bản thứ hai được phát hành ở Bắc Mỹ bởi TOKYOPOP, bản này đã được Lianne Sentar chỉnh sửa lại từ bản đầu tiên. Ba tập truyện Digimon Frontier bản tiếng Anh được Chuang Yi phát hành nhưng chúng không được TOKYOPOP phát hành ở Bắc Mỹ và châu Âu. Tuy nhiên, phiên bản Digimon Frontier của Chuang Yi được Madman Entertainment phân phối tại Úc.

## Trò chơi điện tử
Xê-ri Digimon có một số lượng lớn trò chơi điện tử thường là có cốt truyện độc lập và ít khi theo câu chuyện của xê-ri anime hoặc manga. Trò chơi bao gồm các thể loại như là mô phỏng cuộc sống, phiêu lưu, video trò chơi thẻ, chiến lược và trò đua xe dù nó là trò chơi hành động nhập vai. Các trò chơi được phát hành ở Bắc Mỹ: Digimon World, Digimon World 2, Digimon World 3, Digimon World 4, Digimon Digital Card Battle, Digimon Rumble Arena, Digimon Rumble Arena 2, Digimon Battle Spirit, Digimon Battle Spirit 2, Digimon Racing, Digimon World DS, Digimon World Data Squad, Digimon World Dawn and Dusk, Digimon World Championship và Digimon Masters.
Vào cuối năm 2009, Bandai đã tạo ra một trang web tiếng Nhật để cho mọi người xem trò chơi mới sẽ phát hành vào năm 2010 tên là Digimon Story: Lost Evolution có động cơ nhưDigimon World DS và Digimon World Dawn and Dusk trước đó và được phát hành vào 1 tháng 7 năm 2010. Vào tháng 2 năm 2010, một website cho trò chơi trực tuyến nhiều người chơi với trò chơi Digimon Battle Onlineđược lập ra, cảnh quan chủ yếu dựa vào thế giới và nhân vật trong Tamers saga.
Vào 22 tháng 9 năm 2011, nhà phát hành trò chơi trực tuyến Joymax thông báo rằng một trò chơi MMORPG có tên là Digimon Masters, được phát triển bởi nhà phát hành Hàn Quốc DIGITALIC.

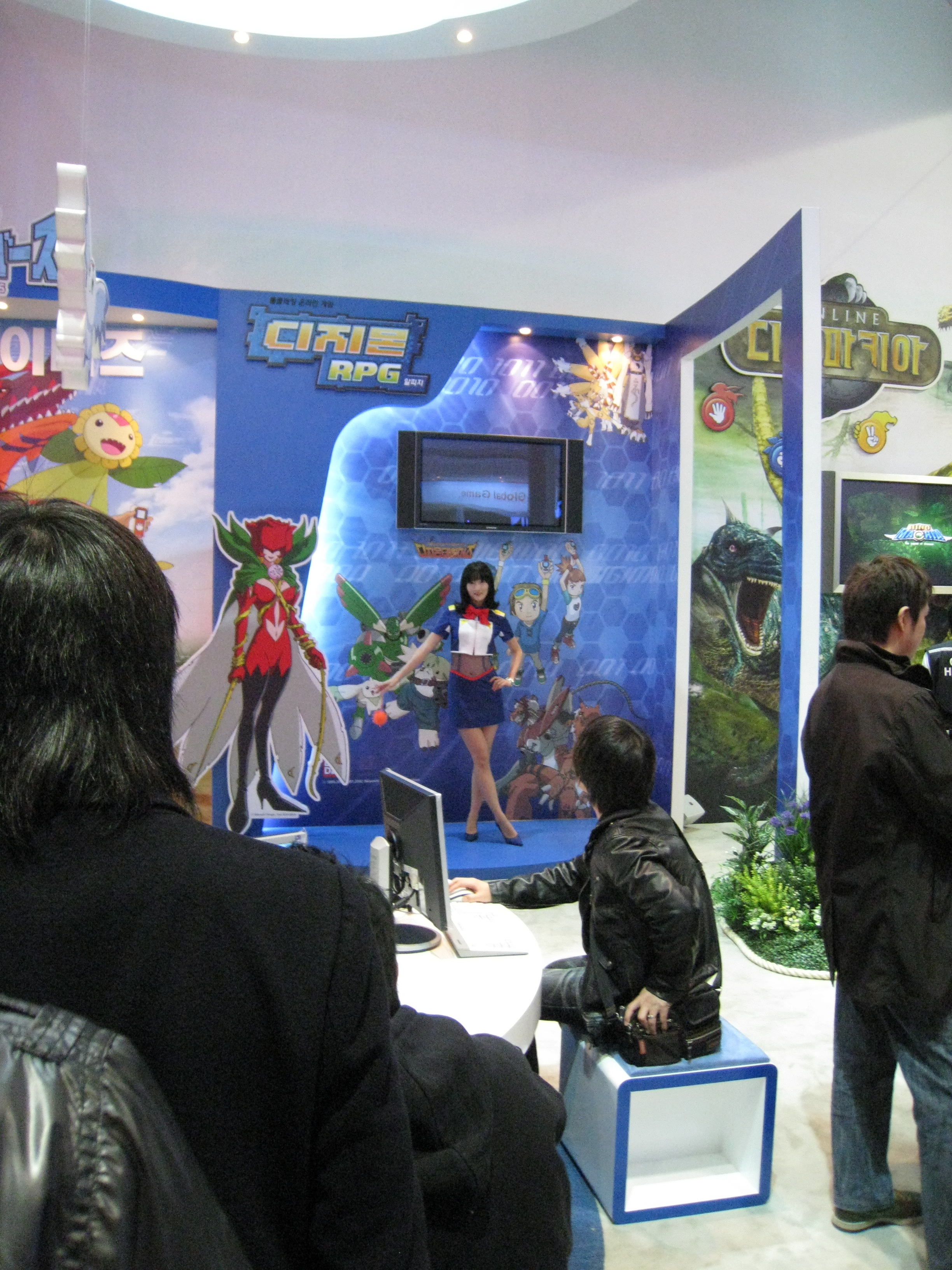
Một bài thuyết trình tại gian hàng Digimon RPG ở Hàn Quốc.

Năm 2011, Bandai đã đăng phần đếm ngược trên một trang quảng bá. Khi đếm xong, họ tiết lộ sự trở lại của một xê-ri Digimon World với tên Digimon World Re:Digitize. Một phiên bản nâng cao của trò chơi được phát hành trên Nintendo 3DS với tên Digimon World Re:Digitize Decode năm 2013. Trò chơi nhập vai khác bằng cái tên Digimon Story: Cyber Sleuth đã được thiết lập phát hành vào 2015 dành cho PlayStation Vita. Đây là một phần của xê-ri phụ Digimon Story ban đầu trên Nintendo DS và cũng được phát hành trong phụ đề tiếng Anh ở Bắc Mỹ.
Một trò chơi chiến đấu mới dành cho PlayStation 3 và Xbox 360 được tiết lộ vào mùa hè 2014 với tên Digimon All-Star Rumble. Nó được phát hành ở Bắc Mỹ, châu Âu và Úc vào tháng 11 cùng năm.
Digimon Story: Cyber Sleuth được lập ra cho PlayStation 4 và Vita ở Nhật Bản 2015 và một số quốc gia trên thế giới 2016.

## Trò chơi thẻ bài
The Digimon Collectible Card Game là một trò chơi thẻ dựa trên Digimon, được giới thiệu lần đầu tại Nhật Bản vào năm 1997 và phát hành bởi Bandai. Mùa thứ 3 (Digimon Tamers) dùng khía cạnh này của nhượng quyền thương mại để làm cho trò chơi thẻ trở thành một phần không thể thiếu của mùa phim. Các phiên bản của trò chơi thẻ cũng bao gồm những trò chơi điện tử như là Digital Card Battle và Digimon World 3.